# Рюкерсдорф (Тюрингия)
Рюкерсдорф (нем. Rückersdorf) — община в Германии, в земле Тюрингия.
Входит в состав района Грайц. Подчиняется управлению Лендерек. Население составляет 809 человек (на 31 декабря 2010 года). Занимает площадь 12,47 км².
Коммуна подразделяется на 2 сельских округа.

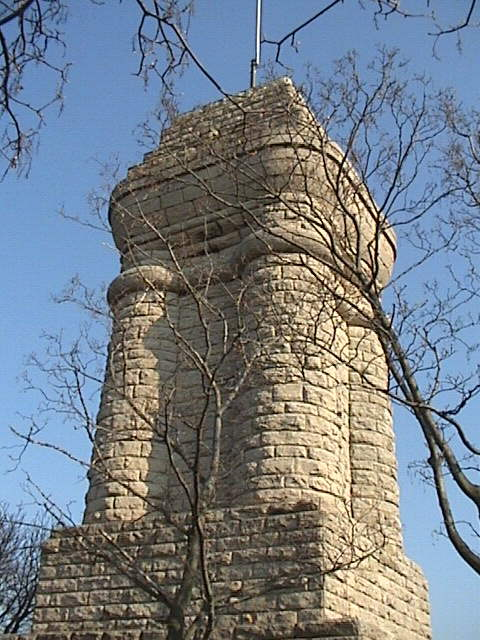
Рюкерсдорф